# Património cultural
Património (português europeu) ou patrimônio (português brasileiro) cultural é o conjunto de todos os bens, manifestações populares, cultos, tradições tanto materiais quanto imateriais (intangíveis), que reconhecidos de acordo com sua ancestralidade, importância histórica e cultural de uma região (país, localidade ou comunidade) adquirem um valor único e de durabilidade representativa simbólica/material. Assim, de acordo com sua particularidade e significativa forma de expressão cultural, é classificada como patrimônio cultural, determinando-se sua salva-guarda (proteção), para garantir a continuidade e preservação. Com a intenção de assegurar, para as gerações futuras conhecerem seu passado, suas tradições, sua história, os costumes, a cultura, a identidade de seu povo.

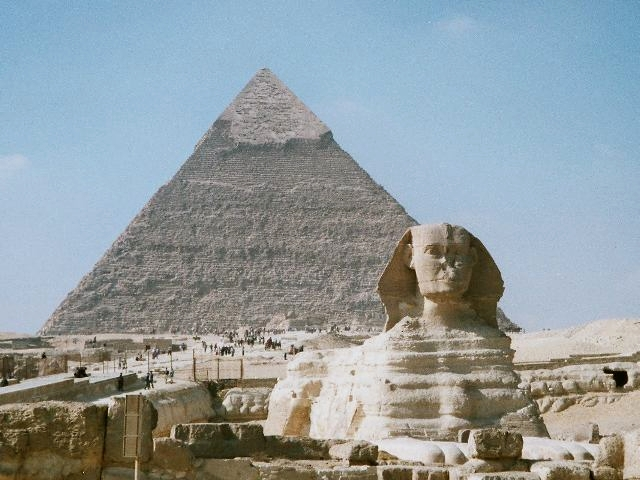
Esfinge de Gizé com a Pirâmide de Quéfren ao fundo

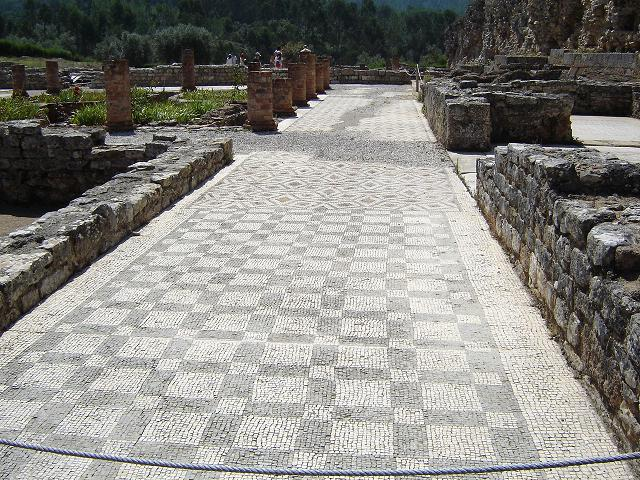
Ruínas romanas de Conímbriga

Patrimônio é tudo aquilo que pertence a uma região. É a herança do passado e o que o povo cria hoje. É obrigação de todas as pessoas, preservar, transmitir e deixar todo esse legado às gerações vindouras.
Do patrimônio cultural fazem parte bens imóveis tais como castelos, igrejas, casas, praças, conjuntos urbanos, e ainda locais dotados de expressivo valor para a história, a arqueologia, a paleontologia e a ciência em geral. Nos bens móveis incluem-se, por exemplo, pinturas, esculturas e artesanato. Nos bens imateriais considera-se a literatura, a música, o folclore, a linguagem e os costumes.
Um local denominado patrimônio mundial é reconhecido pela Organização das Nações Unidas para a Educação, Ciência e Cultura (UNESCO) como tendo importância mundial para a preservação dos patrimônios históricos e naturais de diversos países. Até à 30.ª sessão do Comité do Patrimônio Mundial, em julho de 2006, eram 13 os sítios ou conjuntos de sítios considerados patrimônio mundial em Portugal e 19 no Brasil.

## A proteção do património cultural
As entidades que procedem à identificação e classificação de certos bens como relevantes para a cultura de um povo, de uma região ou mesmo de toda a humanidade, visam também a salvaguarda e a protecção desses bens, de forma a que cheguem devidamente preservados às gerações vindouras, e que possam ser objecto de estudo e fonte de experiências emocionais para todos aqueles que os visitem ou deles usufruam.

### No mundo

Bandeira da UNESCO

A Organização das Nações Unidas para a Educação, a Ciência e a Cultura (UNESCO) promoveu em 1972 um tratado internacional denominado Convenção sobre a proteção do patrimônio mundial, cultural e natural visando promover a identificação, a proteção e a preservação do patrimônio cultural e natural de todo o mundo, considerado especialmente valioso para a humanidade.
Como complemento desse tratado foi aprovada em 2003 uma nova convenção, desta vez especificamente sobre o patrimônio cultural imaterial.

### Na Europa
O Conselho da Europa, organização que engloba 46 países num total de 800 milhões de habitantes, considerando que o patrimônio constitui também um elemento de identidade e diferenciação dos povos europeus no contexto mundial, desenvolveu um programa de cooperação no domínio do patrimônio cultural e natural que visa essencialmente a definição de políticas e nomenclaturas comuns, bem como o desenvolvimento de redes de cooperação transnacionais, apoio técnico aos países membros e iniciativas de sensibilização dos valores e do patrimônio.

### Portugal

#### História
O sistema português de proteção do patrimônio remonta a D. João V quando este determinou, em alvará régio de Agosto de 1721, atribuir "à Academia Real da História Portuguesa Eclesiástica, e Secular a providência para se conservarem os monumentos antigos, que podem servir para ilustrar, e certificar a verdade da mesma história".

#### Atualidade
A Constituição de 1976 determina no seu Artº 78 que "incumbe ao Estado, em colaboração com todos os agentes culturais promover a salva-guarda e a valorização do patrimônio cultural, tornando-o elemento vivificador da identidade cultural comum."
Compete ao IPPAR-Instituto Português do Patrimônio Arquitetônico e ao IPA-Instituto Português de Arqueologia - atribuições que serão assumidas pelo IGESPAR-Instituto de Gestão do Patrimônio Arquitetônico e Arqueológico, no âmbito da nova lei orgânica do Ministério da Cultura - proceder à inventariação e classificação dos bens culturais portugueses.
De acordo com a lei, os organismos competentes definem os critérios de seleção dos locais, quer numa óptica histórico-cultural, estético-social ou técnico-científica, quer ainda na perspectiva da integridade, autenticidade e exemplaridade do bem.
A evolução destes critérios ao longo dos anos leva a que, por exemplo, se incluam hoje em dia no patrimônio cultural obras de arquitetura modernista ou de arquitetura indústria que antes não eram sequer consideradas.
A inventariação e classificação dos bens culturais leva a que sejam desencadeados mecanismos de proteção a esses mesmos bens, quer no que diz respeito à sua manutenção e conservação, quer à sua eventual alienação ou alteração.
A Constituição de 1946 contempla no seu texto a proteção do patrimônio dizendo no seu artigo 175: "As obras, monumentos e documentos de valor histórico e artístico, bem como os monumentos naturais, as paisagens e os locais dotados de particular beleza ficam sob a proteção do Poder Público".

### Brasil

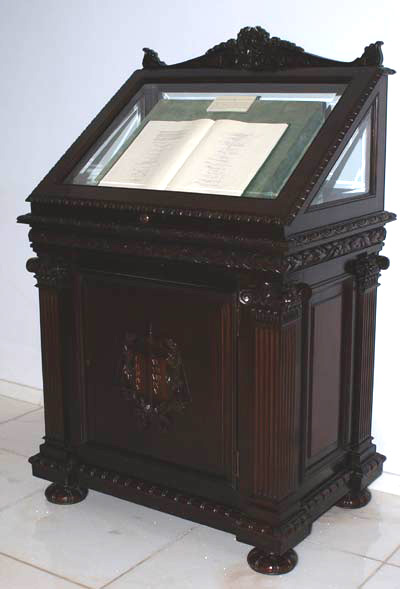
Móvel que guarda a Constituição de 1988-STF

A Constituição de 1988 estabelece no seu Artº 216 que "Constituem patrimônio cultural brasileiro os bens de natureza material e imaterial, tomados individualmente ou em conjunto, portadores de referência à identidade, à ação, à memória dos diferentes grupos formadores da sociedade brasileira, nos quais se incluem: I - as formas de expressão; II - os modos de criar, fazer e viver;
III - as criações científicas, artísticas e tecnológicas; IV - as obras, objetos, documentos, edificações e demais espaços destinados às manifestações artístico-culturais; V - os conjuntos urbanos e sítios de valor histórico, paisagístico, artístico, arqueológico, paleontológico, ecológico e científico.
Para além de signatário da Convenção sobre a proteção do patrimônio mundial, cultural e natural e da Convenção sobre o patrimônio cultural imaterial, a proteção dos bens culturais em território brasileiro está garantida pela Lei Federal nº 25, de 30 de novembro de 1937 a qual define as regras do "tombamento" (inventariação) dos bens pertencentes ao "Patrimônio Histórico e Artístico Nacional", bem como a protecção a que esses bens ficam sujeitos no sentido da sua preservação e conservação.
No sentido do apoio ao patrimônio cultural é ainda "facultado aos Estados e ao Distrito Federal vincular a fundo estadual de fomento à cultura até cinco décimos por cento de sua receita tributária líquida, para o financiamento de programas e projetos culturais"(artº 216-V-§6).
O órgão nacional encarregado de promover a proteção patrimonial é o IPHAN - Instituto do Patrimônio Histórico e Artístico Nacional, criado em 1937 (tendo, ao longo da história, recebido outras denominações e sofrido diversas alterações em seu status administrativo), contando em sua origem com a participação direta do escritor Mário de Andrade.
Segundo estudo da Universidade Federal de Viçosa, 100% das edificações brasileiras de relevância histórica, principalmente igrejas e casarões, estão ameaçadas pelos cupins, carunchos, traças, brocas e outros insetos xilófagos. Segundo o professor e engenheiro florestal Norivaldo dos Anjos, "se não forem tomadas medidas urgentes e eficazes, o país perderá, no máximo em 50 anos, os acervos dos séculos XVII, XVIII e XIX, que guardam a memória e atraem turismo".